# Nunavik
Nunavik (ᓄᓇᕕᒃ), doslova „Velká země“, je inuktitutské označení pro část kanadské provincie Québec, ležící severně od 55. rovnoběžky. V tomto vymezení má region rozlohu 443 685 km² a žije v něm okolo dvanácti tisíc obyvatel, největším sídlem je Kuujjuaq.

## Geografie

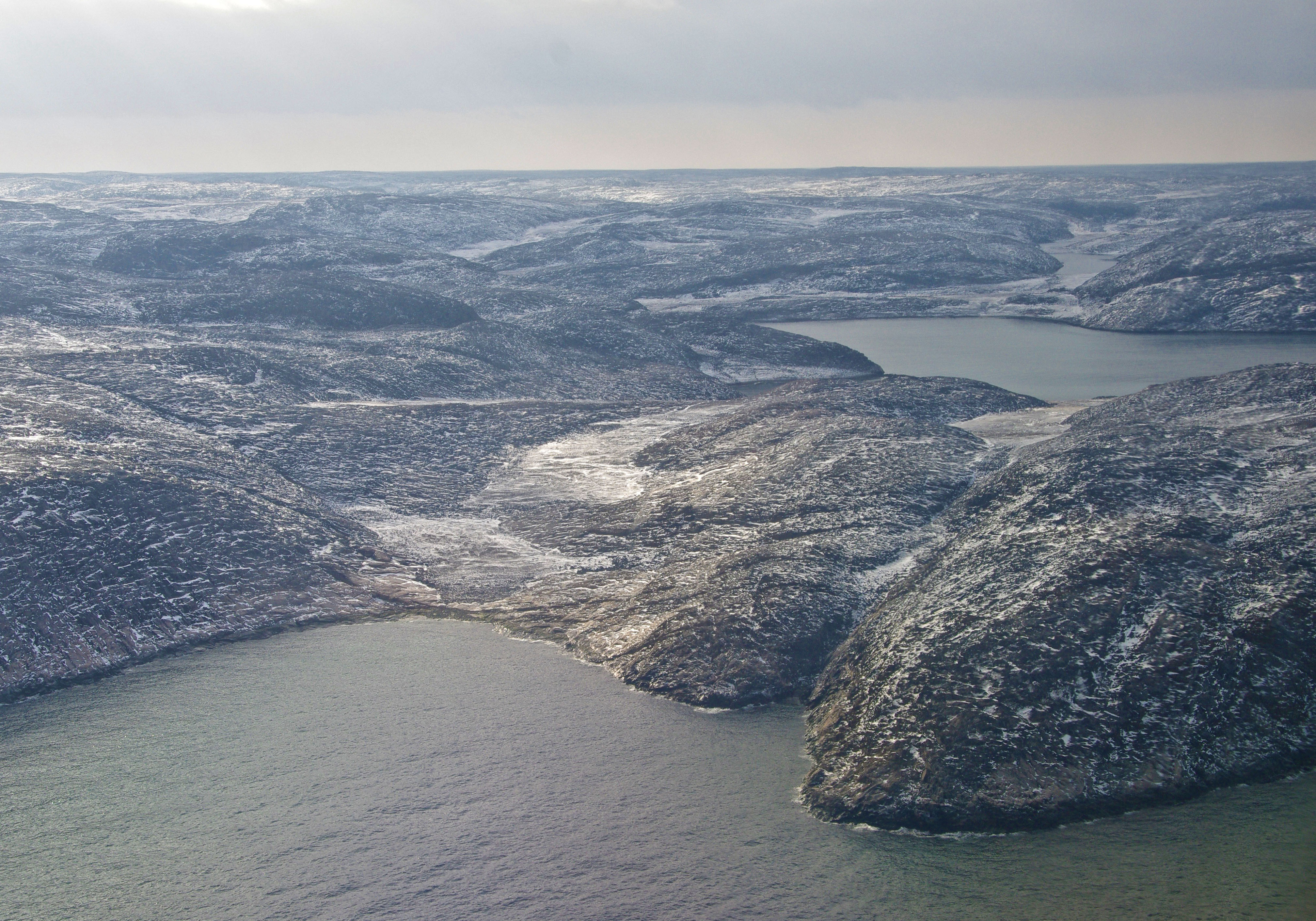
Krajina v Nunaviku

Nunavik leží v severozápadní části poloostrova Labrador na Kanadském štítu, patří k němu i přilehlé ostrovy, z nichž největší jsou Manselův ostrov a Akpatok. Krajinu tvoří převážně rovinatá tundra s permafrostem, na východě se nacházejí Torngatské hory. Hlavními vodními toky jsou Caniapiscau, Nastapoka a Arnaudova řeka, nacházejí se zde impaktní krátery Pingaluit a La Moinerie, vyplněné sladkovodními jezery. Pro ochranu arktické přírody byl zřízen národní park Tursujuq. Žije zde sob polární, los evropský, mrož lední a běluha severní.
Lidské osídlení se nachází pouze na pobřeží Hudsonova zálivu a Ungavského zálivu a je soustředěno do čtrnácti obcí. Vzhledem k tomu, že okolní moře zamrzá na dlouhou dobu, má Nunavik velmi drsné polární a subpolární podnebí, roční průměrné teploty jsou o patnáct stupňů Celsia nižší než na stejné zeměpisné šířce v severní Evropě. Dá se sem dostat pouze letadlem nebo v létě lodí, silnice Trans-taiga končí jižně od hranic regionu. Na poloostrově Ungava se nachází velký niklový důl Raglan Mine, který tvoří základ místní ekonomiky.

## Historie
Příslušníci dorsetské kultury osídlili pobřeží koncem 1. tisíciletí n. l. Počátkem 19. století vznikly první misie Moravských bratří a obchodní stanice Společnosti Hudsonova zálivu. Do roku 1912 tvořilo území Ungavský distrikt v rámci Severozápadních teritorií, pak bylo připojeno ke Québecu. V roce 1953 zahájila kanadská vláda kontroverzní přesidlovací projekt, kdy Inuitům z Inukjuaku nabídla peníze za přestěhování na ostrovy královny Alžběty: mělo se tím zároveň vyřešit vyčerpání lovišť na Labradoru i opuštěnost dalekého Severu, který v podmínkách studené války získal strategický význam. Osadníci si však v extrémních podmínkách nového bydliště nezvykli a v osmdesátých letech využili nabídky na návrat. V roce 2010 se ministr John Duncan za přesídlení oficiálně omluvil. Zacharias Kunuk natočil o událostech dokumentární film Exile.
V roce 1978 byla uzavřena dohoda, přiznávající domorodcům rozsáhlou samosprávu, v rámci regionu Nord-du-Québec byla vytvořena místní vláda nazvaná Kativik. Inuitští aktivisté požadují vytvoření oficiálního regionu Nunavik, který by měl větší pravomoci v ekonomické oblasti i vlastní křeslo v québeckém parlamentu, referendum konané v roce 2011 však návrh odmítlo. Domorodý výtvarník Thomassie Mangiok navrhl vlajku hypotetického samosprávného teritoria, která přebírá modrobílou kombinaci québecké vlajky a nese stylizované vyobrazení letícího ptáka.

## Obyvatelstvo

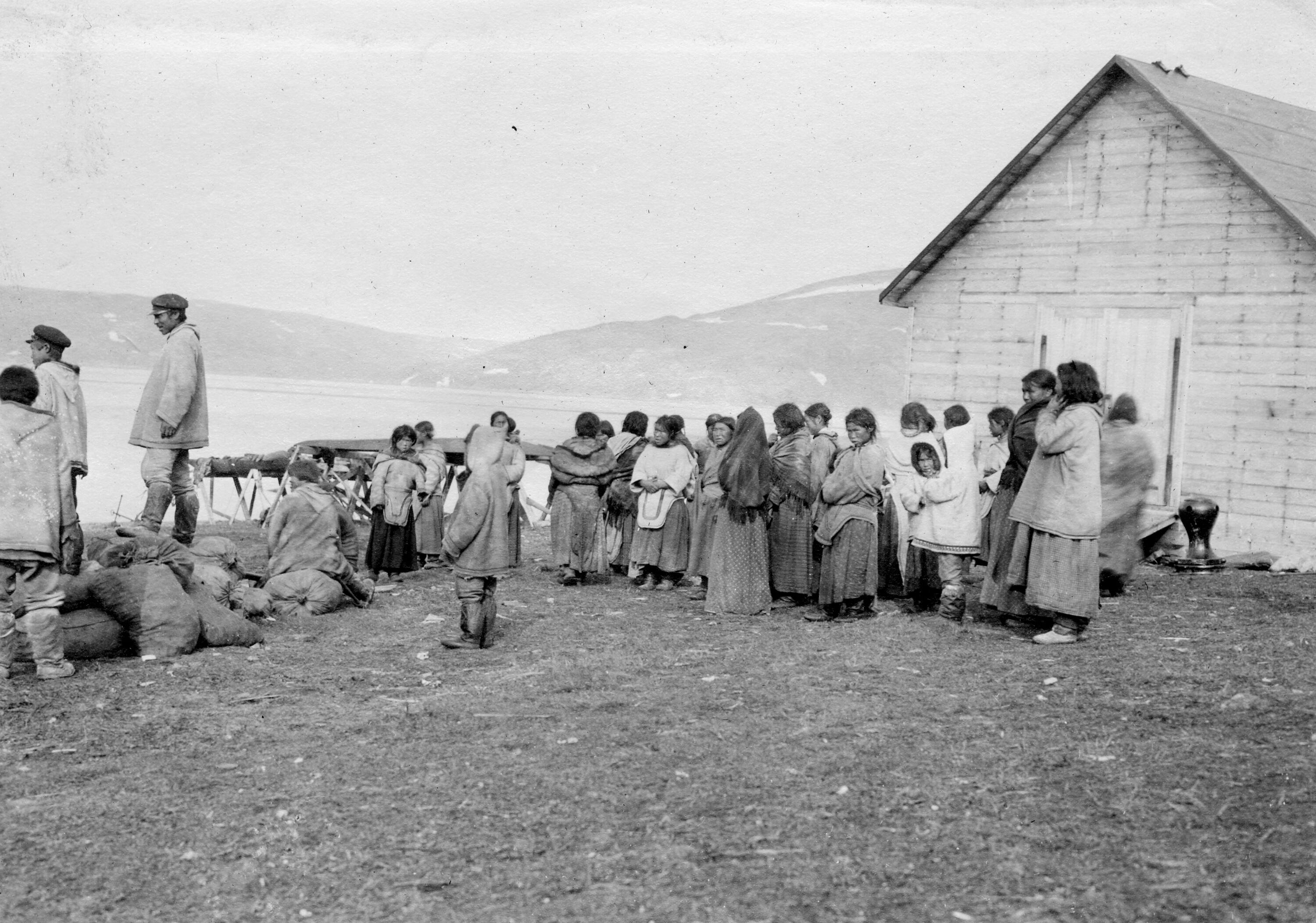
Domorodci v Kangiqsujuaqu (1909)

Více než devadesát procent obyvatel tvoří Inuité, nejpočetnější menšinou jsou Kríové, žijící převážně v obci Whapmagoostui (inuktitutsky Kuujjuarapik), která má proto dvojjazyčnou správu.

## Obce v Nunaviku
- Akulivik
- Aupaluk
- Ipiutaq
- Inukjuak (Port Harrison)
- Ivujivik
- Kangiqsualujjuaq (Port-Nouveau-Québec)
- Kangiqsujuaq
- Kangirsuk
- Killiniq
- Kuujjuaq (Fort Chimo)
- Papiit
- Puvirnituq
- Quaqtaq
- Salluit
- Tasiujaq
- Umiujaq
- Whapmagoostui (Kuujjuarapik, Poste-de-la-Baleine)